# Collines de Coombs
Les collines de Coombs sont un ensemble de collines et de vallées en grande partie dépourvues de neige et situées entre le glacier Odell et le glacier Cambridge (en), sur la terre Victoria. Elles ont été découvertes en 1957 par l'équipe néo-zélandaise de l'expédition Fuchs-Hillary et ont été baptisées en l'honneur du géologue néo-zélandais Douglas Saxon Coombs.